# Lábas-ház (Marosvásárhely)
A marosvásárhelyi Lábas-ház (románul: Casa cu Arcade) a Főtér (Piața Trandafirilor) és a Kossuth utca (Strada Călărașilor) sarkán elhelyezkedő háromszintes épület. Nevét a földszinti árkádokról kapta. A 18. század elejétől közel két évszázadig iskola működött benne. Jelenleg egy katolikus bentlakásnak és vállalkozásoknak ad helyet.

## Története
A 18. század elején egy kisebb, körülbelül 184 négyzetméter alapterületű, kétszintes sarokház állt itt, melynek fő homlokzata a Főtérre nézett. Egyes források szerint ez az épület már a 15. században létezett. 1732-ben megvásárolta a katolikus egyház, hogy ide költöztesse az 1702-ben alapított koedukált jezsuita iskolát (a Római Katolikus Líceum elődjét), mely korábban a plébániatemplom helyén álló házban működött. 1772-ben az egyház megvette a ház mellett álló Kossuth utcai telket is, lebontották a rajta álló fogadót és kocsmát, az iskolaépülhez pedig egy új szárnyat toldottak, tantermeket és étkezdét rendezve be benne. Ekkor nyerte el barokk stílusú homlokzatát, és ekkor hozták létre a földszinti pilléreket, hogy eső idején „a gyalogok által menők arcusok alatt szárazon eljárhassanak”. Az átépítéshez szükséges pénzt Mária Terézia adományozta.
II. József reformjainak értelmében az iskolát 1787-ben megszüntették, az épületben kaszárnyát és raktárt rendeztek be, 1792-ben azonban visszakapta eredeti rendeltetését. 1873-ban tűzvész pusztította; az újjáépítés alkalmával egy harmadik szintet is húztak rá, növelve a tantermek számát. 1876-ban a harmadik szinten repedések jelentek meg, az épületet pedig az összedőlés fenyegette, ezért a földszinti árkádokat befalazták a szerkezet megerősítésének érdekében, kis ajtókat és ablakokat hagyva az ide költöző üzlethelyiségeknek. Itt nyílt meg a Dudutz-testvérek vegyeskereskedése, melyről a Lábas-házat Dudutz-sarokként is ismerték.
Ami a diákokat illeti, 1783-ban a fiúk egy csoportját áthelyezték a ferences kolostorba. A Lábas-házban maradt iskola az 1848-as szabadságharc után négyosztályos gimnáziummá alakult; 1869-ben hat-, 1898-ban nyolcosztályos fiúgimnáziummá bővült (a lányokat 1892-ben áthelyezték a Sancta Maria leányiskolába). A házat többször kibővítették, de a 19. század végére így is kicsinek bizonyult a fejlődő iskola számára, így 1905-ben átköltözött új, Klastrom utcai épületébe.
Az iskola kiköltözése után a Lábas-ház emeleti részét bérlakásokká alakították. Az építészeti túlkapások negatívan befolyásolták a stabilitást, így 1983–1985 között újabb felújításra volt szükség. A felújítás során visszaállították az eredeti barokk homlokzatot és a földszinti árkádokat is. Jelenleg bentlakás és üzletek működnek az épületben, 1999 óta itt van a Rádió GaGa székhelye is.

## Leírása
Barokk stílusú, kevés díszítéssel; homlokzata függőleges tagolású. A Főtér felőli homlokzat 4 (a földszinten 3), a Kossuth utca felőli főhomlokzat 17 (a földszinten 11) tengelyes. A földszinti helyiségek mennyezete a 18. századra jellemző félhengeres metszett boltozatú, az emeleti helyiségek sík mennyezetűek. Téglalap alakú ablakait vakolatkeretek és párkányok díszítik, az első emeleten további félköríves díszekkel.
Az épületet nem tartják nyilván műemlékként.